# Matalajärvi (sjö i Kuhmo, Kajanaland)
Matalajärvi är en sjö i kommunen Kuhmo i landskapet Kajanaland i Finland. Den är 1,4 meter djup. Arean är 38 hektar och strandlinjen är 2,89 kilometer lång. Sjön  ingår i Uleälvens huvudavrinningsområde.   Den ligger omkring 120 kilometer öster om Kajana och omkring 510 kilometer nordöst om Helsingfors. 